# نادي أتلتيكو ليكسوس
أتلتيكو ليكسوس Club Atletico Lixus هو نادٍ رياضي مغربي من مدينة ليكسوس. تم إنشاؤه من طرف بعض المعمرين الإسبان المقيمين في المدينة. اختفى النادي بعد الاستقلال وجلاء المستعمر عن المغرب .
في سنة 2021، عاد النادي إلى الواجهة من جديد، حيث أُعيد تأسيسه كنادٍ يهتم بالفئات السنية الشابة، خصوصًا فئة الأطفال. يشرف على الفريق المدرب هشام الوطيحي، ويضم مجموعة من المواهب البارزة مثل محمد الدريوش، محمد خرشاش، ويوسف خيرون، الذين أبانوا عن إمكانيات تقنية متميزة في عدة دوريات محلية ووطنية.
ينشط النادي بشكل ملحوظ على منصة يوتيوب، حيث يتم نشر المباريات والأنشطة الرياضية المختلفة عبر القناة الرسمية:
🔗 قناة أتلتيكو ليكسوس على يوتيوب

خارطة تمثل منطقة نفوذ إسبانيا شمال المغرب إبان عهد الاستعمار.
علم إقليم المغرب الإسباني إبان عهد الاستعمار.